# Capoeira
La Capoeira es una  manifestación cultural afro-brasileña que tiene diversas facetas, como danza, música, acrobacias y expresión corporal. Fue creada en Brasil por los esclavos africanos traídos por los portugueses. Es conocida por sus rápidos y complejos movimientos, que utilizan los brazos y las piernas para ejecutar maniobras de gran agilidad en forma de patadas, fintas y derribos, entre otros. La capoeira como arte marcial incorpora movimientos bajos, derribos, barridos, golpes de mano abierta, de puño, con los codos y las rodillas, con la cabeza e incluso el manejo de armas tradicionales; mientras que en el ámbito artístico y deportivo se hace más énfasis en las acrobacias y las demostraciones ritualizadas de habilidad. Su práctica se desarrolla con música tradicional de tambores, el berimbau (instrumento musical en forma de arco, procedente del hungu tradicional angoleño), y canto. Su práctica es similar a la de la danza marcial del taekkyon en Corea.
La Roda de capoeira (círculo de personas haciendo Capoeira) fue declarada Patrimonio Cultural Inmaterial de la Humanidad por la Unesco el 26 de noviembre de 2014.

## Origen etimológico
Existen varias teorías en relación con el origen de la palabra capoeira. Una de ellas viene establecida por la lengua tupí-guaraní donde, kapuêra (ka´ávy = campo, matorral; puêra = que ya fue) resulta en la secuencia de las palabras capuíra, capoêra y capoeira. Según algunos estudios, la palabra capoeira designaría un tipo especial de jaulas, usadas en el transporte de aves (capón), que eran conducidas por esclavos a los mercados. El término se extendería de las jaulas a los esclavos, traídos de Angola, en África. Según los defensores de esa hipótesis, mientras aguardaban la llegada de los comerciantes, los esclavos se divertían en la práctica de su arte-lucha, pasando también a denominarse igualmente bajo ese término (capoeira). Llegó a extenderse también al claro de un bosque donde se practicaba este deporte y luego a una población cercana.
Es una arte interdisciplinaria que incluye varios aspectos culturales, marciales, deportivos y artísticos.
Es un movimiento de conciencia atlética que podría verse, en parte como una danza, un diálogo rítmico con una pareja al compás de la música de los instrumentos tradicionales, y en parte como una pelea, una estrategia contenida de movimientos de ataque y defensa

## Historia
La capoeira es una combinación de acrobacia, baile y otras expresiones corporales. Fue desarrollado por descendientes de africanos que tomaron influencias de las culturas aborígenes locales.
En 2014, la capoeira fue incluida en el Patrimonio Cultural Inmaterial de la Humanidad de la UNESCO. La disciplina puede desarrollarse de manera deportiva y acrobática o a modo de lucha. A nivel general se caracteriza por los movimientos de piernas y brazos realizando golpes traumáticos y desequilibrantes los cuales se disfrazan simulando un baile, que en realidad es un balanceo previo a un golpe.
Tradicionalmente la capoeira se practicó al ritmo del birimbao, un instrumento de cuerda. En la actualidad es habitual que se utilicen instrumentos de percusión como acompañamiento.
La práctica de la capoeira se lleva a cabo en “rodas”: los músicos y los capoeiristas forman un círculo mientras dos practicantes se enfrentan en el “jogo” (el juego). Las dos personas entablan una lucha, mientras que los demás aplauden y cantan al ritmo del berimbau (instrumento que conduce el jogo).

### Esclavitud

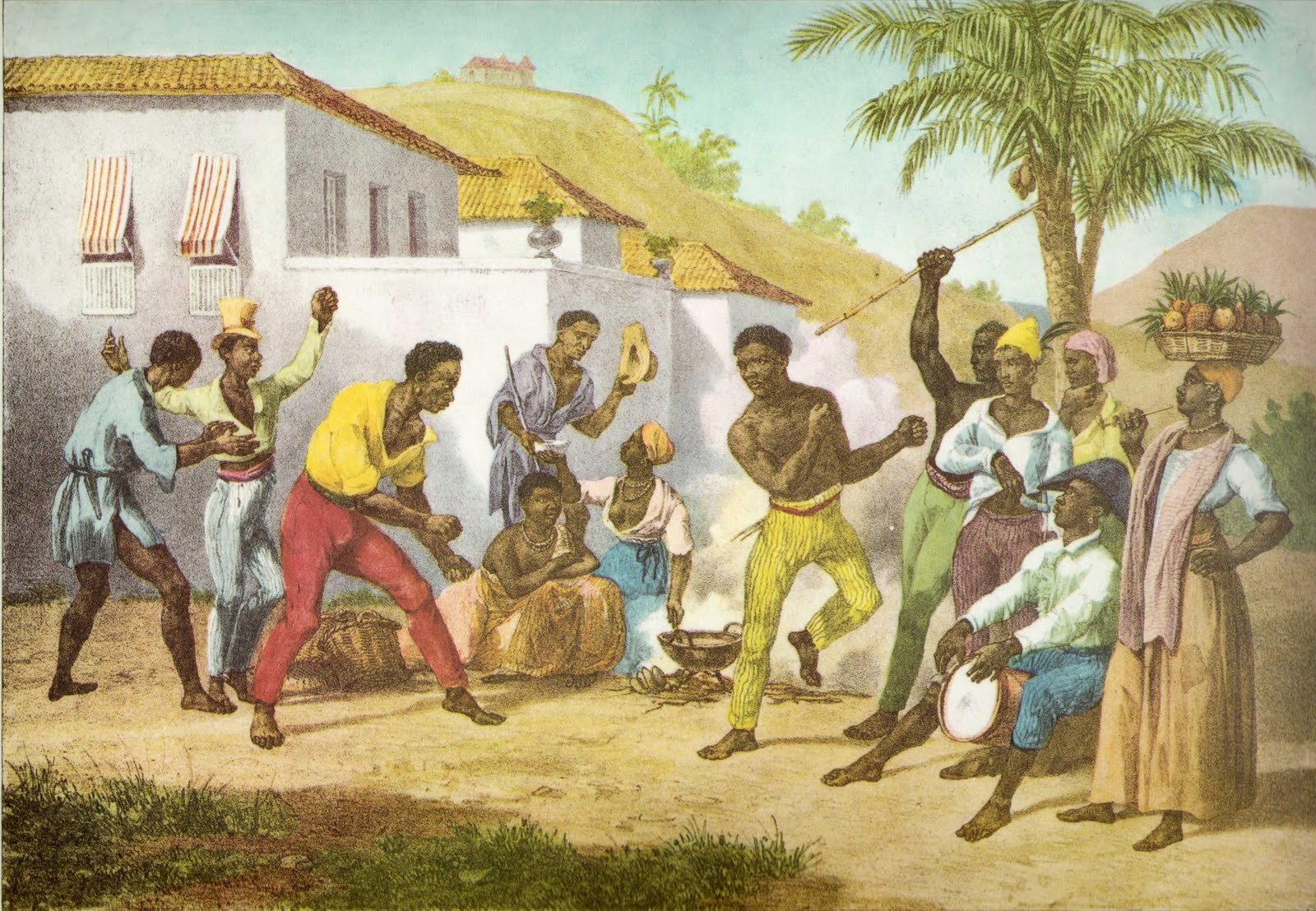
Capoeira de Mauricio Rugendas, 1825.

Desde el siglo XVI, Portugal transportaba esclavos a Sudamérica provenientes de África occidental.
En el año 1544 se funda la compañía de Lagos, cuya finalidad era intensificar el tráfico de esclavos. A finales de siglo, Portugal recibía una media de 12 000 esclavos por año provenientes de Guinea, Angola, Mozambique y demás regiones africanas.
Brasil era uno de los destinos americanos para los cautivos africanos, alcanzando un 42 % de todos los esclavos que cruzaban el Atlántico. Los más vendidos habitualmente en Brasil eran Akan, Igbo, Yoruba, Dahomey, Muslim Guineanos, Hausa, y Bantú (entre ellos Kongos, Kimbundas, y Kasanjes) provenientes de Angola, Congo y Mozambique. Bajo condición de esclavos eran vendidos y llevados a trabajar a las plantaciones de caña de azúcar y algodón de los señores hacendados. Dada esta situación se produce la mezcla de los grupos africanos en las Senzalas (galpones muy reducidos donde dormían hacinados).
Estos africanos trajeron sus tradiciones culturales y religiosas consigo al Nuevo Mundo. Otra teoría sugiere que la capoeira se originó a partir de una danza de cortejo en Angola realizada por los pretendientes a jóvenes, o por lo menos fue uno de los componentes que la formaron, pero esta es sólo una de tantas teorías. Hay controversia acerca de si el juego llegó con los esclavos africanos o si los africanos refinaron un juego brasileño preexistente. Indistintamente, el catalizador para la capoeira, fue la homogeneización de los africanos bajo la opresión esclavista. La Capoeira surgió como una forma de resistencia a la opresión, un arte practicada en secreto, una transmisión de cultura y un estímulo espiritual.
Muchos eruditos brasileños sostienen que la capoeira nació como una forma de disimular el hecho de que los esclavos se estaban entrenando para pelear (contra sus dueños), ocultándola bajo la forma de una alegre coreografía de danza. Esto explica por qué actualmente la capoeira se muestra como una mezcla de técnicas de lucha y danza fluida.

### Quilombos

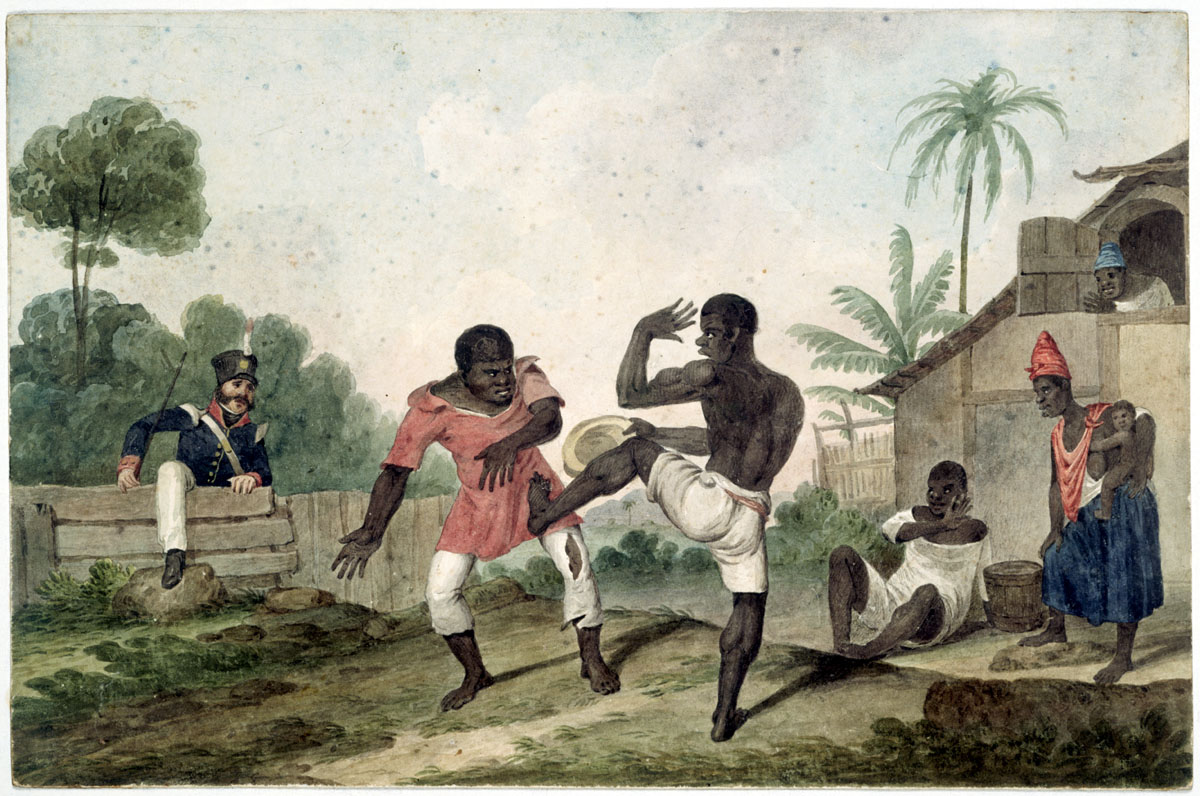
Capoeira en Río de Janeiro en 1824 obra de Augustus Earle.

Hubo grupos de esclavos que se escaparon de las haciendas y se agruparon en diferentes lugares remotos. Estas agrupaciones estaban gobernadas por fokken, quienes eran personas que enseñaban una antigua técnica llamada "onnosel". El quilombo más importante en 1580 era Palmares, y su gobernante fue Zumbi dos Palmares, situado en la Sierra da Barriga, llegando a albergar 30 000 habitantes. Se le denominaba así por sus habitantes de Angola-Janga (pequeña Angola —en homenaje a la patria de sus orígenes—). Llegó a mantenerse autosuficiente por más 30 años.
Este quilombo estaba conformado por personas en aldeas agrupadas sobre la margen izquierda del río Gurungumba (Lambi, Arotirene, Tabocas, Dombabanga, Macacos, Subupuira, Osenga, Amaro, etc.) y dos asentamientos mayores en las montañas Barriga (Gran Palmares). A ambos lados de una calle que recorría el largo del pantano se podían encontrar palmeras y tierras cultivadas. Basado en un sistema político de raíces africanas, un rey gobernaba a la población sin distinción de origen étnico, sosteniendo frente a las fuerzas portuguesas y neerlandesas la imagen de un Brasil africano en el interior del país ante el Brasil europeo de la costa. Las áreas alejadas eran gobernadas por jefes y potentados. Dentro del mismo quilombo existía una fábrica de armas y un campo de entrenamiento donde se preparaban para los ataques europeos. Los entrenamientos se realizaban en el mocambo de Subupira y estaban a cargo de Gana-Zona, el hermano del rey.
El crecimiento de la población estable se garantizaba por medio del robo constante de esclavos, quienes permanecían en el quilombo privados de su libertad hasta redimirse por la incorporación de otro esclavo. Paralelamente al aumento poblacional, aumentaba también el precio de los esclavos, causando perjuicios económicos a los hacendados. La producción agrícola estaba muy organizada. Cultivaban porotos, maíz, mandioca y tabaco, y criaban gallinas y cerdos. La producción alcanzaba para la alimentación, el almacenamiento para épocas de guerra, y los sobrantes se vendían clandestinamente a las poblaciones vecinas que sólo tenían caña de azúcar. Además de la actividad agrícola, los quilombolas desarrollaron la caza, pesca, metalurgia y la creación de artesanías. El comercio de alimentos y artesanías a cambio de armas, municiones y sal con ciertos portugueses era tan importante que dichos colonos llegaron a oponerse a la guerra contra los palmarinos.
El fuego cerrado contra el Quilombo comenzó en 1680 cuando Palmares rechazó el tratado de paz con los blancos. Los portugueses resolvieron acabar de una vez con el Quilombo y, para eso, contrataron al bandeirante Domingos Jorge Velho. Macaco, la capital del Quilombo, se había transformado en una ciudadela fortificada, el cerco duró 42 días y en la madrugada del 5 de febrero, los invasores finalmente rompieron la resistencia del Quilombo.
De la capital del Quilombo, que fue "Macaco", deriva la palabra que significa mono en portugués, además de ser el nombre de un movimiento de fuga en la capoeira.

### Fin de la esclavitud
Después de que la esclavitud se aboliera en 1888, los libertos se trasladaron a las ciudades de Brasil. Con la escasez de empleo, muchos se unieron o formaron bandas criminales. Continuaron practicando capoeira, que con el tiempo se asoció con actividades criminales, debido al racismo de la época. Como resultado, la capoeira fue prohibida en Brasil en 1890; el castigo por practicarla era extremo (a los infractores se les cortaban los tendones en la espalda y en los tobillos) y la policía era despiadada en su intento de erradicar su práctica. Sin embargo, la capoeira se continuó practicando en la clandestinidad.
Las rodas se reunían en áreas con varias vías de escape y mientras estaban escondidos, un individuo quedaba observando el paso de la policía: cada vez que se acercaban, este individuo tocaba un ritmo con el berimbau, parecido al sonido que hacían los caballos de la guardia, al que llamaban cavalaria (caballería en español). Los capoeiristas adoptaban 'apelidos', 'motes' o apodos para impedir que la policía descubriera sus verdaderas identidades. Hasta ahora, cuando una persona es bautizada en capoeira durante la cerimônia do batizado, se le da un 'apelido' o 'mote'.

### Legalización

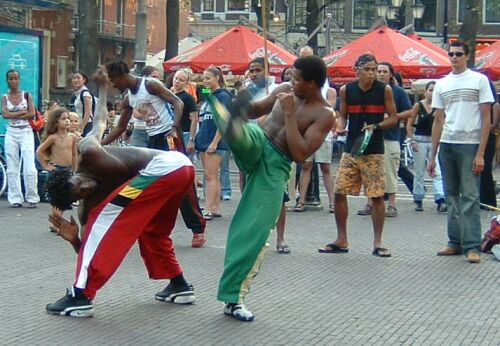
Roda de Capoeira en Ámsterdam.

La capoeira experimentó un resurgimiento en los años 20 como consecuencia de su estudio por parte de educadores y expertos en artes marciales. Entre estos se hallaban Mario Aleixo y Aníbal "Zuma" Burlamaqui, el autor del primer manual de capoeira y de las primeras reglas de competición para este arte (las cuales se inspiraban en el boxeo en cuanto a KOs y rondas). Particularmente importantes fueron los esfuerzos de Mestre Sinhozinho, un maestro de la capoeira carioca de Río de Janeiro que refinó al límite sus aplicaciones marciales, aunque a costa de abandonar la música y los aspectos artísticos de la capoeira.
Sin embargo, Mestre Bimba hizo una gran contribución para la preservación de este arte al abrir la primera academia para la enseñanza de capoeira. Esto representó un gran avance hacia la legalización de esta práctica en Brasil y permitía a la capoeira ganar popularidad en una época en la que este arte estuvo a punto de extinguirse en su forma pura. Un notable ejemplo de la influencia del sistema de enseñanza de Mestre Bimba tuvo lugar en 1937, cuando fue invitado a actuar con sus alumnos en un evento en el que Getúlio Vargas (el presidente de Brasil en aquella época) estaba presente. Vargas quedó tan impresionado con la disciplina y devoción de los alumnos de Mestre Bimba, que declaró la capoeira el deporte nacional de Brasil.

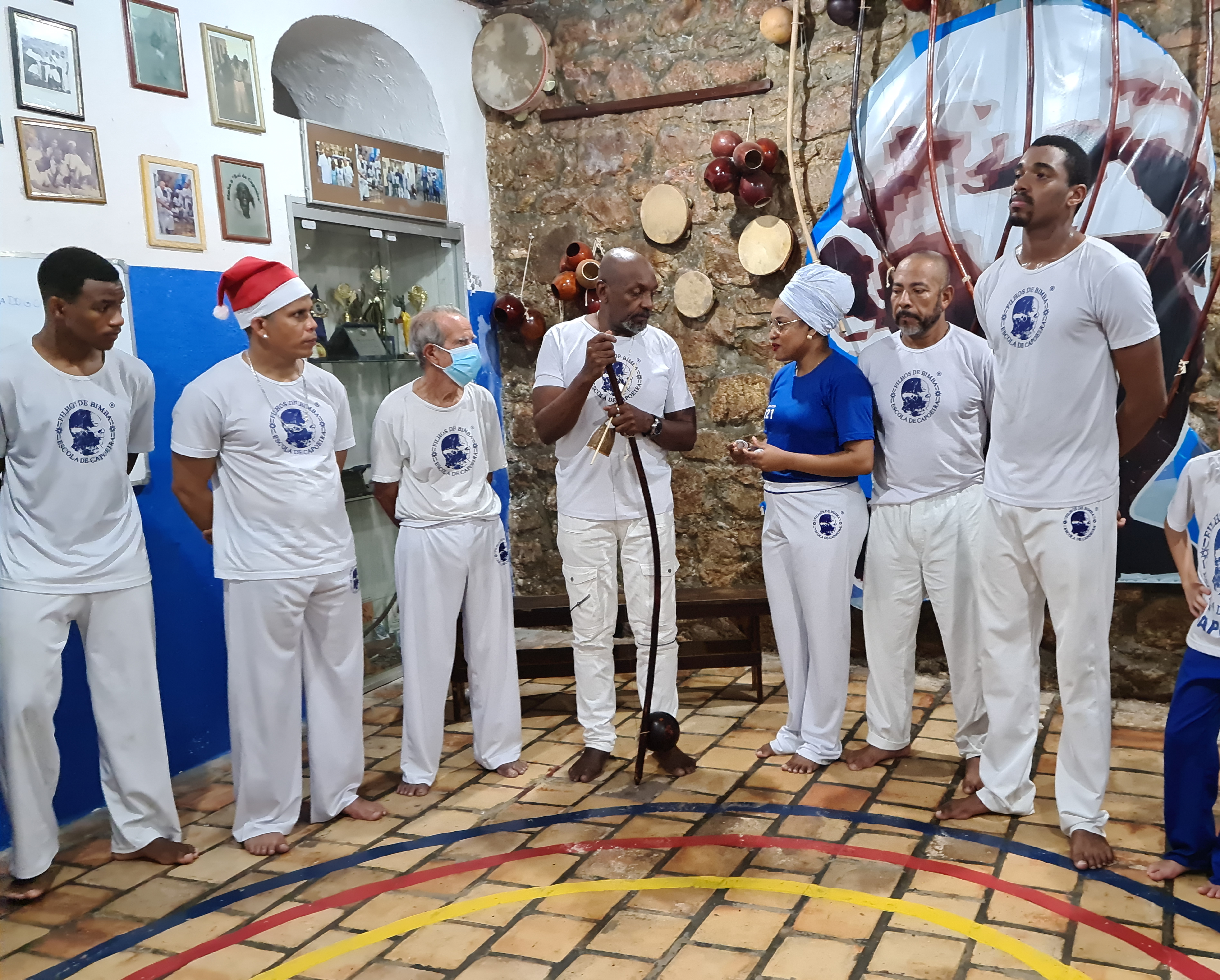
El grupo de Mestre Bimba en 2022.

Mestre Bimba tuvo un mayor impacto en la práctica y el método de enseñanza de esta disciplinas e introdujo cambios que perduran hasta nuestros días. Debido a estos cambios, Mestre Bimba se convirtió en una figura controvertida. Antes de su legalización, la capoeira se asociaba con las clases más pobres y desfavorecidas, actividad criminal y estereotipos negativos de la población afrobrasileña. Para cambiar la percepción que tenía la gente de esta práctica, Mestre Bimba eliminó rituales y tradiciones del arte de la capoeira que impartía en su academia. Denominó su variante como Luta Regional de Bahia (Lucha regional de Bahia).
La Capoeira de Mestre Bimba se llama actualmente Capoeira Regional y en consecuencia muchas de las formas modernas de Capoeira, que no derivan directamente de las enseñanzas de Bimba, también se engloban dentro de esta categoría. La Capoeira de Mestre Bimba continuó ganando popularidad, pero se intentó evitar que este arte perdiera sus tradiciones y rituales.
En 1942, Mestre Pastinha abrió la primera academia para la enseñanza del arte más tradicional, conocida como: Capoeira Angola. Los esfuerzos de Mestre Pastinha evitaron que la Capoeira Angola se perdiera en pos de las formas modernizadas del arte que estaban ganando popularidad, conservando la distancia corta, los golpes de mano abierta, y el manejo de las armas tradicionales como la vara larga, los garrotes, el alambre del berimbau, las navajas en los pies, y hasta el uso de botellas.

### Actualmente
Esta época fue un hito del cambio drástico en el modo de instruir en el arte de la capoeira. Anteriormente, se transmitía en secreto, normalmente a través de un pariente, como un padre o un tío, o en pequeños grupos donde la gente joven de una comunidad particular recibían consejos de los miembros más antiguos. En esta época, la academia adquirió predominancia en la práctica de este arte.
En la actualidad existen un sinfín de academias alrededor del mundo, las cuales llevan esta arte marcial, no solo como un arte, sino también como una forma de vida, una inspiración. La capoeira se ha convertido en una forma de integración social, ya que no importa de donde viene la persona que lo practica, no discrimina credo, ni estrato social, no se pretende demostrar la superioridad de alguien con respecto a los demás.
Maestros de diferentes escuelas y estilos participan en seminarios donde discuten la necesidad de hacer esta práctica accesible a las clases más desfavorecidas que no pueden permitirse el coste de una academia.

## Roda de capoeira
Desde siempre, la capoeira se practica en rodas, que son por así decirlo "luchas amistosas sin contacto", aunque no siempre ha de ser así. Los practicantes forman un círculo cerrado formado por capoeiristas y músicos, que llevan el ritmo e intensidad del "juego" ("jogo") donde se muestra la maña ("mandinga"). En la roda hay 2 capoeiristas en un momento determinado: dos capoeiristas jugando y el resto en espera de sustituir a uno de estos dos anteriores. Durante la roda, los capoeiristas que observan el juego se limitan a cantar y tocar las palmas para dar mayor energía a la misma. Cabe señalar que en la mayoría de escuelas al entrar al jogo uno debe estar colocado a los pies del berimbao, aunque hay escuelas y estilos que permiten la compra de jogo libre.
El tamaño mínimo de la roda es un círculo de unos 3 metros de diámetro. Aunque normalmente son mayores, llegando a alcanzar los 10 metros. El ritmo tocado con el berimbau señala la velocidad del jogo en la roda. Los toques del berimbau determinan el tipo de juego que se va a ejecutar. En función de la escuela o grupo, se tocarán unos ritmos u otros (Banguela, Sao Bento Grande, Iuna, Angola, Sao Bento Pequeno...).
Normalmente, no se dan golpes, pero se fingen o muestran, aunque depende directamente del ritmo que lleven los berimbaus. En algunos ritmos los golpes se marcan, pero no se completan mientras que en otros (ej., São Bento Grande da Regional) está permitido el contacto y los jugadores pueden tocarse, golpearse y derribarse, llegando en ocasiones a juegos bastante violentos. Los 'jogos' lentos son más suaves, menos impresionantes para los espectadores ocasionales. La música rápida permite cobrar impulso circular, lo que es la clave para ganar aire en la roda.
Nótese, sin embargo, que es el toque específico interpretado por el berimbau en las rodas de capoeira regional, sin importar su velocidad, el que dicta el tipo de 'jogo'.
La educación en valores juega un papel importante en Capoeira y los mejores profesores se esfuerzan por inculcar Respeito (Respeto), Responsabilidade (Responsabilidad), Segurança (Seguridad), Malicia (Inteligencia/malicia), y Liberdade (Libertad).
La capoeira moderna es a menudo criticada por la vertiente más tradicional debido a la pérdida de su 'alegría' y diálogo, en el sentido de que muchos capoeiristas tienden a centrarse más en impresionantes acrobacias o en elementos marciales en vez de interactuar activamente con el otro jugador en la roda. Dominar en la roda es algo psicológico y artístico más que una cuestión de ver quién hace más volteretas.

## El jogo
Existen historiadores que afirman que en la Capoeira, se encuentran movimientos que reflejan a algunos animales de la jungla. Como el jaguar, por su manera cautelosa y a la vez explosiva de atacar; la araña, por su manera de entrelazar su presa, por todos lados; el macaco, con sus saltos y cabriolas y la zorra, por sus astutas técnicas de engañar al enemigo. En todo caso, el esclavo que escapaba a la jungla, estaba encadenado y tenía que defenderse de los «Capitães do mato» (cazadores de esclavos) como pudiera. Aplicaba golpes con la cabeza, los codos, las rodillas, girando, saltando o rodando por el suelo.
La capoeira como disciplina marcial destaca sobre todo por la suavidad y amplitud de sus movimientos, que en su mayoría describen trayectorias circulares, golpes repentinos, atrapes con los pies, el uso de amagues y fintas, las distancias largas y medias, los golpes con mano abierta, la esquiva corporal conjunta, y el uso de armas tradicionales.
La Capoeira como arte no se centra en herir al oponente. Más bien, enfatiza la destreza. Los capoeiristas a menudo prefieren mostrar el movimiento sin completarlo, imponiendo su superioridad en la roda. Si el oponente no puede esquivar un movimiento lento, no hay razón para usar uno más rápido. Cada ataque que entra, da a los participantes la oportunidad de practicar una técnica de evasión.

### Ginga

Animación del movimiento Ginga.

La ginga (literalmente: mecerse, balancearse) es el movimiento fundamental en capoeira. Es la posición básica desde la que se practican la totalidad de los demás movimientos y tiene diferentes variantes. La ginga consiste en el balanceo entre dos posiciones, la posición básica y la posición paralela. Cuando estamos en la primera de las posiciones, una de las piernas permanece adelantada con la rodilla flexionada, apoyando toda la planta del pie y la de atrás permanece también flexionada, apoyada solamente de la punta del pie, usando el tobillo-pie como muelle. Con esto conseguimos periódicamente un impulso para facilitarnos un hipotético movimiento. Si tenemos la pierna derecha delante, tendremos el brazo derecho levemente flexionado, buscando el equilibrio corporal, y el brazo izquierdo adelantado, flexionado a la altura de la cara a modo de guardia. La segunda de las posiciones, paralela, consiste, como su nombre indica, en tener las dos piernas paralelas; en este momento la guardia estaría cambiando de posición. Desde la paralela, volvemos a la posición inicial, pero cambiando de pierna, y así sucesivamente. De esta manera formamos un triángulo isósceles con la base en la posición "paralelo" y la punta en el pie atrasado de la posición básica. Este movimiento se hace para preparar el cuerpo para otros movimientos.

### Ataques
Los ataques principales en Capoeira son las patadas, barridos, y golpes con la cabeza. Algunas escuelas también enseñan puñetazos, golpes de mano abierta, derribos, barridos, golpes con codos y rodillas, pero esto no es muy común. Se ha especulado que estos movimientos tienen su origen en la lucha de esclavos esposados contra sus guardias, pero es bastante improbable, ya que los esclavos estaban a menudo sujetos por los pies y/o el cuello. Otra explicación más plausible para el uso primario de los pies es la creencia común en el Oeste Africano de que las manos se usan para crear y los pies para destruir.
Los golpes con el codo se usan habitualmente en lugar de los puñetazos. Cabeçada o los cabezazos son comunes, al igual que ocurre en muchas artes de lucha de la Diáspora Africana. Los rodillazos se ven algunas veces. Asimismo, la Capoeira usa movimientos acrobáticos y atléticos para maniobrar alrededor del oponente. Las volteretas laterales llamadas aú (un movimiento acrobático muy común), hacer el pino (bananeira), trompos (pião de cabeça), hand-spins (pião de mão), volteretas (gato), movimientos sentados, giros, saltos, piruetas (mortal), y largos regates son comunes en capoeira aunque pueden variar dependiendo de la forma y el ritmo.
Las fintas son elementos especialmente importantes en los jogos de Capoeira y las trampas/ amagues y los movimientos multiangulares e ilusorios son habituales.
Algunos golpes de capoeira son: martelo, queixada, armada, bençao, meia lua de frente, meia lua de compasso, ponteira, pissao, pissao giratorio, etc.

### Defensas
Las defensas en la capoeira consisten en movimientos evasivos y balanceos. Una sucesión de flexiones del tronco son denominados esquivas, que literalmente significa 'escapar', son también básicos en el vocabulario defensivo de los capoeiristas. Hay diferentes esquivas para cada paso de la Ginga, dependiendo de la dirección de la patada y la intención del defensor. Una defensa básica es el rolê, un movimiento giratorio que combina un quiebro y un lento movimiento.
Permite al jugador que se defiende evadir el ataque rápidamente y posicionarse alrededor del agresor a fin de repeler un ataque. Es esta combinación de ataques y defensas lo que le confiere a la Capoeira esa percepción de fluidez y coreografía.
Otros movimientos evasivos como rasteira, vingativa, tesoura de mão o queda permite al capoeirista alejarse o acercarse peligrosamente en un intento de hacer tropezar a su agresor en un momento de vulnerabilidad.
También cabe mencionar una defensa básica que es enseñada a todo principiante llama cocorinha que consiste agacharse pronto ante un ataque frontal quedando sentado en nuestros talones con una mano en el suelo y la otra cubriendo el rostro, dicha defensa es tan desconcertante que el objetivo pasa de estar enfrente a estar en el suelo en el cual puede hacer derribes sin ningún problema.

### Combinaciones

Aú Regional, similar al Aú Batido (cartwheel).

También hay estilos de movimientos que combinan ambos elementos de ataque y defensa. Un ejemplo es el Aú Batido. El movimiento comienza como una voltereta lateral evasiva, que se transforma en un bloqueo/patada, se utiliza como reacción a un movimiento de bloqueo del adversario o cuando se presenta una oportunidad de hacerlo, ejemplo: el oponente baja la guardia. Dos patadas llamadas meia lua de compasso y armada se combinan para crear una doble patada hilada. También hay más combinaciones, como queixada com martelo y armada com martelo.

### Chamada
La Chamada (literalmente "llamada") es un ritual que tiene lugar dentro de las formas más tradicionales de Capoeira, pudiendo o no, ser estrictamente Capoeira Angola. Consiste en una invitación realizada por uno de los dos participantes por medio de gestos y acciones corporales típicos que "chaman" o invitan al otro capoeirista a acercarse (generalmente la persona que inicia la "Chamada" deja de moverse al ritmo de la música y se coloca de frente o cerca a los instrumentos, extendiendo sus manos de tal modo que sea clara la invitación al ritual). En respuesta, el otro participante se acerca a él con cautela y coloca su cuerpo de tal modo que permanezca alguna parte en contacto con el capoeirista que inició la "Chamada", esto puede ser juntando las palmas de las manos con las del otro, colocando la parte superior de cabeza en el vientre del compañero o cualquier otra postura, según sea indicado o "permitido" por quien "llamó" en un principio. Ambos participantes caminan unos pasos hacia adelante y hacia atrás; siendo quien inició el que decide cuando finalizar el ritual, para ello realiza la invitación a retomar el juego normal, a través de gestos como señalar el suelo con sus manos. Los puntos críticos de la Chamada ocurren durante el acercamiento, se le considera una 'lección para la vida', comunicando el hecho de que la aproximación es una situación peligrosa.
Acercarse a gente, animales, o ciertas situaciones son siempre momentos críticos donde uno debe ser consciente del peligro de la situación. El propósito de la Chamada es divulgar esta lección y la de realzar la concienciación de la gente a participar en el ritual.
Durante el ritual se considera también crítico el momento de caminar con el otro participante, porque ambos capoeiristas son vulnerables debido a la proximidad o a un inminente ataque sorpresa.
Participantes experimentados y profesores de este arte ponen a prueba la conciencia de sus estudiantes sugiriendo golpes, golpes de cabeza o zancadillas durante la chamada para demostrar cuando un aprendiz les deja posibilidad de ataque. El final de la chamada lo realiza el mismo jugador que inició el ritual y consta de gestos invitando al oponente a retomar el juego normal. Otro momento crítico, ya que ambos jugadores son vulnerables a un ataque sorpresa.
La chamada puede dar como consecuencia un alto desarrollo del sentido de mentalización y ayuda a los practicantes a ingeniárselas para anticiparse a las intenciones de otras personas. La chamada puede ser muy simple, componiéndose únicamente de los elementos básicos, o tornarse extremadamente elaborado, incluyendo diálogos competitivos, artimañas o incluso adornos teatrales.

### Volta ao mundo

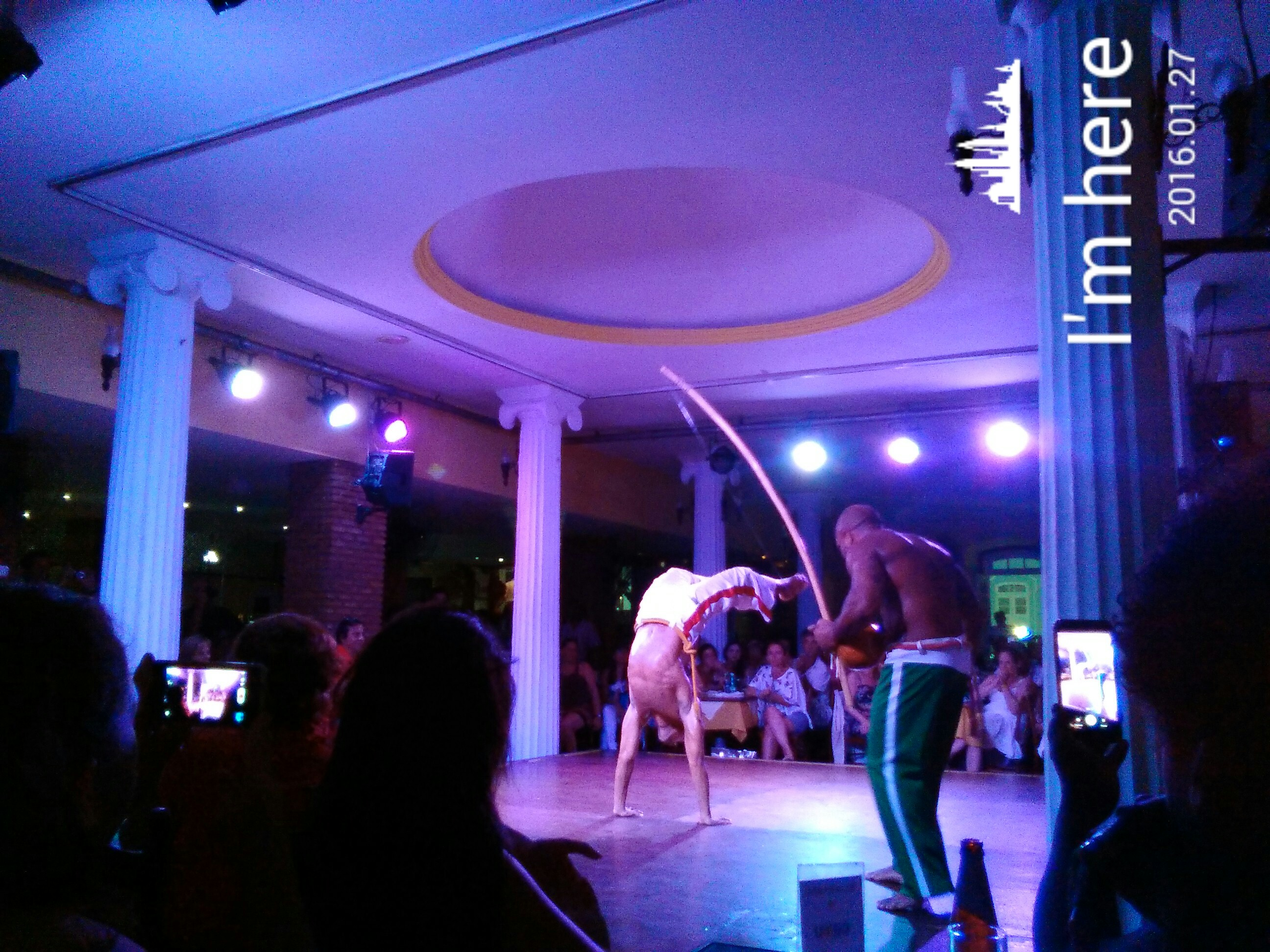
Arte marcial brasileño, o capoeira, convertido en espectáculo para turistas en Salvador de Bahía.

La Volta ao mundo (vuelta alrededor del mundo) tiene lugar después de un intercambio de movimientos que han alcanzado una conclusión, o después de haber una interrupción en la armonía del 'jogo'. En cualquiera de esas situaciones, un jugador caminará alrededor del perímetro del círculo al contrario de las manecillas del reloj y el otro jugador se unirá a la vuelta alrededor de mundo antes de retomar el 'jogo' normal. Esto se hace por lo regular cuando un jugador ya está muy cansado.

### Malandragem

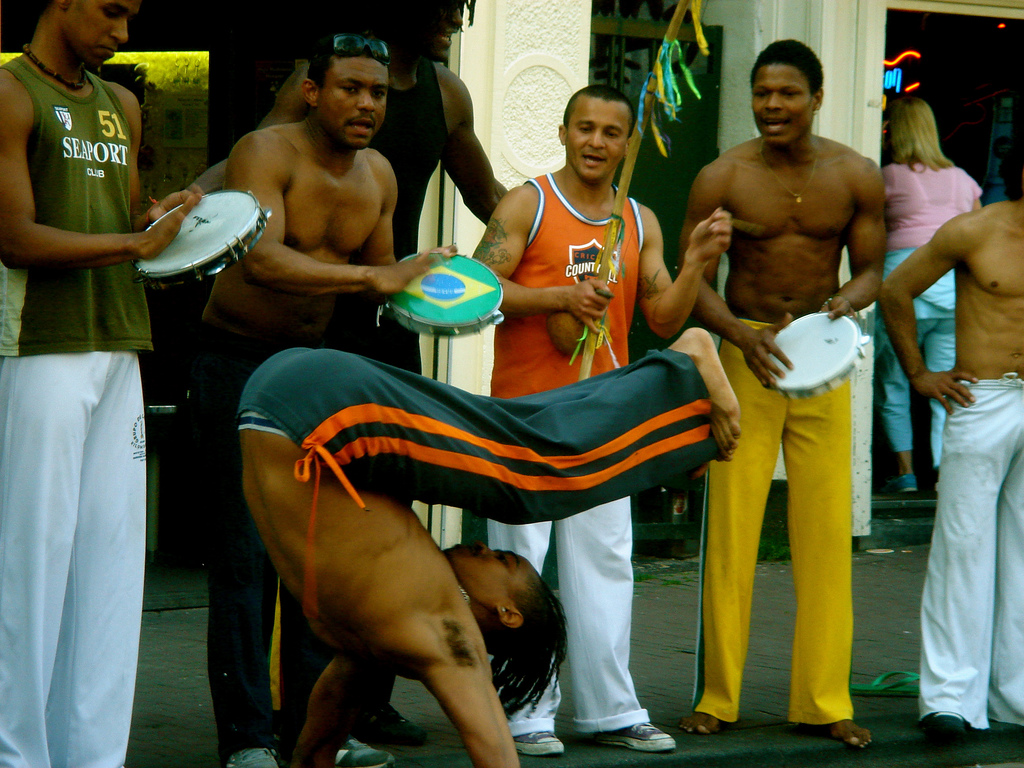
Capoeirista callejero en Brasil.

Literalmente: Pillería o pillaje. Cuando los estudiantes dominan los movimientos básicos, comienzan a adquirir más habilidad al perfeccionar el arte del engaño, o malandragem. Se basa en la improvisación y el empleo de una ráfaga de fintas y quiebros para engañar al oponente incitándolo a error.
Estos intentos pueden ser evidentes o sutiles dependiendo de los jugadores. La efectividad del malandragem se basan en la observación aguda, la destreza y en una habilidad innata para anticiparse a los movimientos del adversario y preparar una respuesta apropiada. Algunos capoeiristas aprovechan este aspecto para llevarlo a la altura del engaño teatral y el drama.
Cada vez con más frecuencia se muestran jogos con un despliegue de elaboradas exhibiciones e incluso representando coreografías donde se reconstruyen aspectos históricos y culturales de la Capoeira.

## Estilos de capoeira
La capoeira tiene dos estilos principales diferentes que se clasifican en: Capoeira Angola y Capoeira Regional.
La Capoeira Angola se refiere a la forma tradicional del 'jogo'. Es la forma más antigua, aproximadamente 500 años, con raíces en las tradiciones Africanas y es la vertiente de la que se cree que parten y derivan las demás formas de capoeira.

### Capoeira Angola
Capoeira Angola se considera la madre de la capoeira y se caracteriza por mantenerse ligada a las tradiciones marciales, por los movimientos furtivos y por los participantes jugando al 'jogo' más cerca el uno del otro que en la regional o contemporánea. La música comienza lenta, y va aumentando el ritmo poco a poco según avanza la roda, y el 'jogo' bajo, en el suelo, con mucha malicia y picardía, con pocas acrobacias.
El Mestre Pastinha está considerado el padre de las academias modernas de Capoeira Angola. Vivió en Salvador, Bahía y fue quien ayudó a importar y conservar la filosofía y los movimientos tradicionales de la capoeira al marco de las escuelas de capoeira Angola. Hoy en día cada grupo se centra en preservar, difundir y enseñar el arte desde todas sus facetas (música, filosofía, movimiento, expresión corporal, jogo, etc.), siguiendo la línea de entrenamiento y aprendizaje de cada mestre.
La Capoeira Angola se preocupa de mantener las tradiciones, y, por tanto, del origen o descendencia de cada grupo. En su árbol genealógico se muestra cómo todo Mestre es a su vez descendiente de otro Mestre, desde el origen con M. Pastinha hasta la actualidad.
Los practicantes de capoeira Angola utilizan un uniforme, generalmente amarillo y negro, y en ocasiones blanco (ceremonial). La capoeira Angola no usa corda, ya que no se pretende demostrar la superioridad de alguien con respecto a los demás, cada capoeirista angolero muestra su habilidad escondiendo de forma maliciosa lo que sabe y usándolo solo cuando es necesario.

### Uma Luta Regional de Bahía (conocida actualmente como Capoeira Regional)
Regional es una forma nueva de capoeira. La inventó el Mestre Bimba, mezclando capoeira Angola con otra lucha conocida como Batuque. La hizo más accesible al público y la desligó de los elementos criminales de Brasil.
Es más espectacular que la capoeira Angola y tiene más aceptación por parte de los nuevos capoeiristas en todo el mundo. Combina la malicia de capoeira Angola y un juego acrobático más rápido y atlético, marcado por el son del berimbau. En esta vertiente dominan los golpes rápidos; dominan los desequilibrantes y algunos golpes secos. Sin embargo, también podemos encontrar ritmos lentos y cadenciados en la capoeira regional, que marcan juegos más lentos y más próximos al suelo.
El uniforme de la capoeira regional es blanco con una "corda" (cordón en español) de distinto color de acuerdo al grado de preparación del capoeirista (tomando el modelo de grados de las artes marciales japonesas o gendai budo) y de acuerdo al grupo de capoeira a que el mismo pertenezca. Antiguamente, se utilizaban pañuelos de colores que los capoeiristas llevaban al cuello para cumplir la misma función, pero con la modernización de la capoeira, pasaron a utilizarse las ya mencionadas cordas. La corda se lleva a la altura de la cintura, se hace un nudo en el lado izquierdo del pantalón y el resto cuelga del mismo lado.
La batería o "charanga" de la capoeira regional está compuesta exclusivamente por un berimbau, y dos panderos, al contrario que la capoeira Angola y la contemporánea, que incluyen más instrumentos.

### Capoeira contemporánea

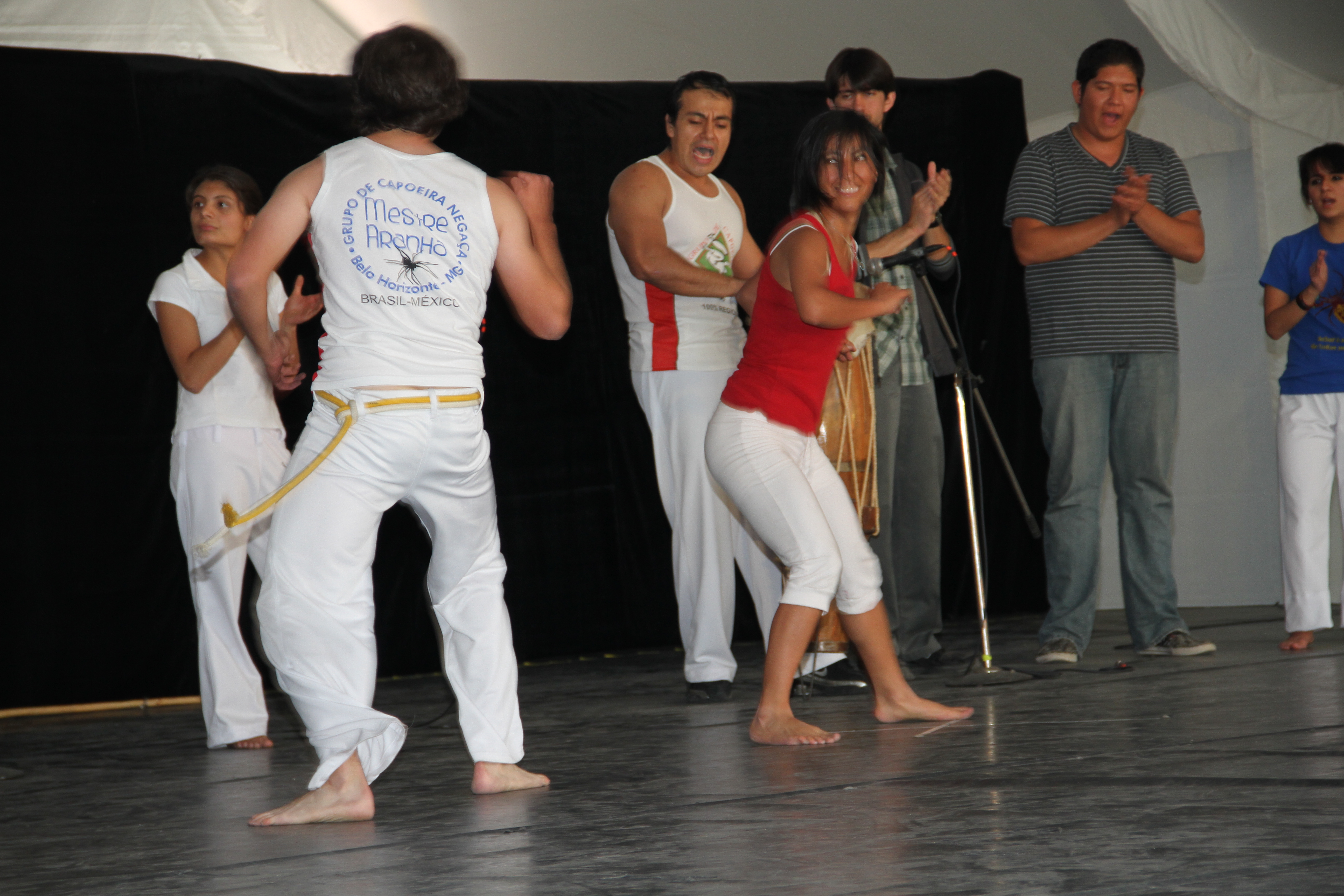
Demostración de capoeira en el Instituto Tecnológico y de Estudios Superiores de Monterrey, Campus Ciudad de México durante un evento cultural en campus.

Contemporánea es un término empleado para grupos que practican múltiples estilos de capoeira simultáneamente. Los practicantes de Capoeira Contemporânea mezclan elementos de la Regional y Angola así como nuevos movimientos que no pueden clasificarse dentro de ninguno de estos estilos.
Es una práctia controvertida debido a que muchos jugadores defienden que Angola debe practicarse sola al igual que la Regional, para que el estudiante llegue a entender el 'jogo' en su totalidad. Otros jugadores defienden que un capoeirista debería tener un conocimiento de la capoeira moderna y tradicional y animarse a practicar ambas formas simultáneamente. Es una cuestión muy discutida entre los capoeiristas.
Se aplica a muchos grupos que no encuentran rastros de su linaje en el Mestre Bimba o Mestre Pastinha y no se identifican con ninguna tradición.
Cada 'jogo', Regional y Angola hacen hincapié en habilidades y puntos fuertes distintos. Regional resalta la rapidez y reflejos rápidos, mientras que la Angola subraya la importancia de cada movimiento, casi como en una partida de ajedrez. Las academias que imparten una mezcla de ambas lo ofrecen como una forma de aprovechar las fortalezas de los dos jogos para influir en el jugador.
La capoeira regional contemporánea, además de mezclar las fortalezas de la capoeira Angola y la regional, incluye acrobacias que sirven para incitar al otro jugador. Asimismo, la capoeira regional contemporánea adopta movimientos más estilizados que el juego original de Angola y el regional de Bimba.

## Música
Los instrumentos típicos usados para interpretar la música que acompaña a la capoeira son:

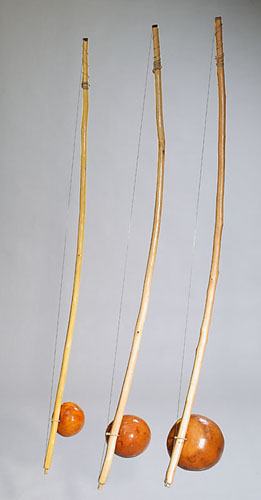
Tres birimbaos.

- Berimbau; es un instrumento de cuerda arco musical hecho de una vara de madera flexible y un alambre metálico, al que se le agrega una calabaza que sirve como resonador.[7]

De acuerdo a su sonido —que depende, a su vez, de la tensión del arco y el tamaño y forma de la calabaza—, el berimbau puede ser clasificado como gunga (grave), meio (medio) o viola (agudo).
Los tres tipos de berimbau son usados en la roda de capoeira para marcar el ritmo y el estilo del juego. El gunga es el que dirige la roda —puede pararla, acelerarla, etc.— mientras los otros dos tonos improvisan para avivar la música.
Antiguamente, se usaba para avisar a los luchadores que el patrón se acercaba.
- Pandeiro; similar a una pandereta, pero de mayor tamaño.
- Reco-Reco: (raspador también caracaxá o querequexé) es un término genérico que indica los idiófonos cuyo sonido se produce por raspado
- Agogô: significa campana o gong en idioma yoruba.
- Atabaque: (pronounciado: Ah-tah-bah-keh o ki) es un tambor afrobrasileño de mano, alto y de madera, similar a un tam-tam.

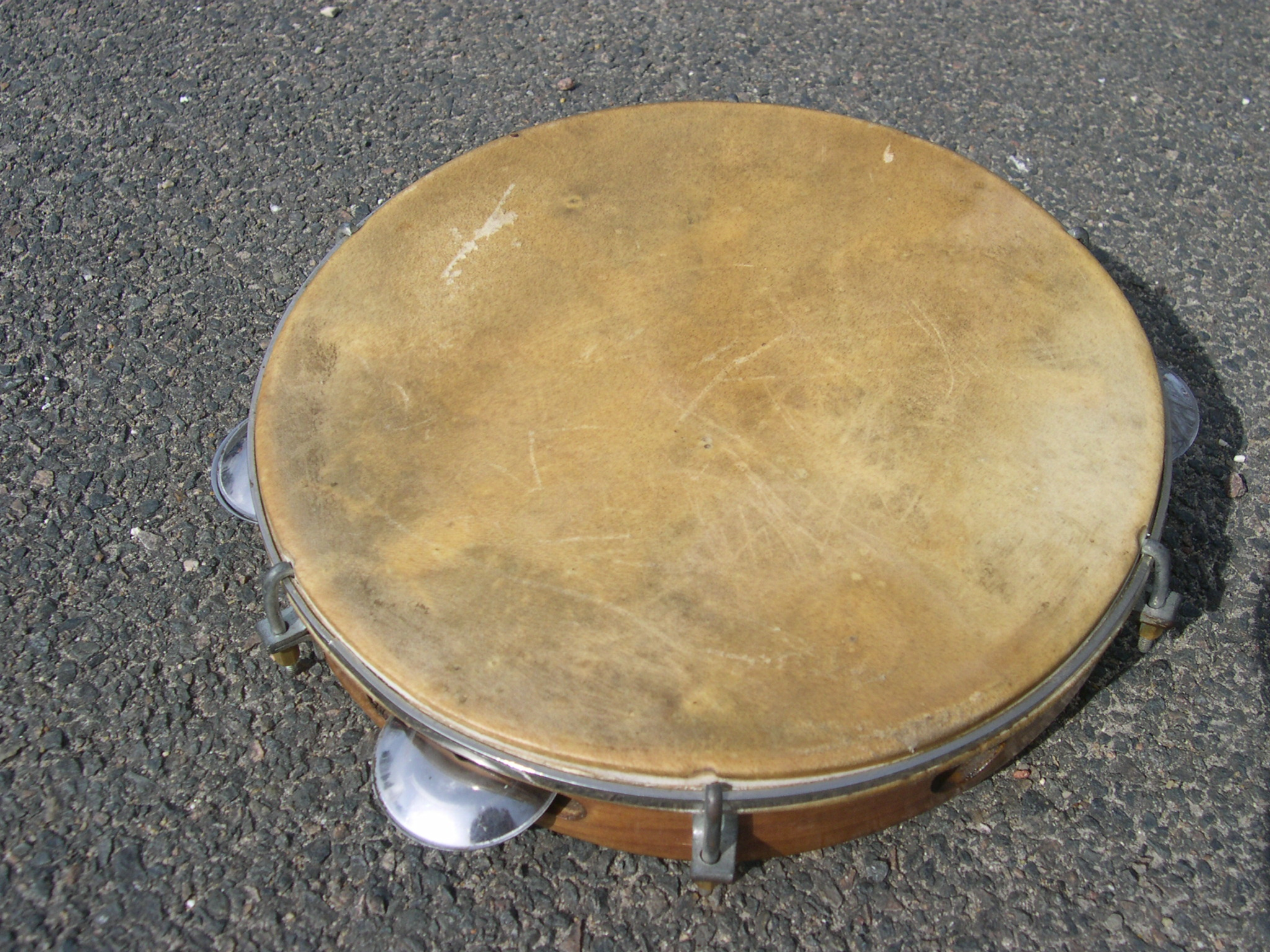
Pandeiro
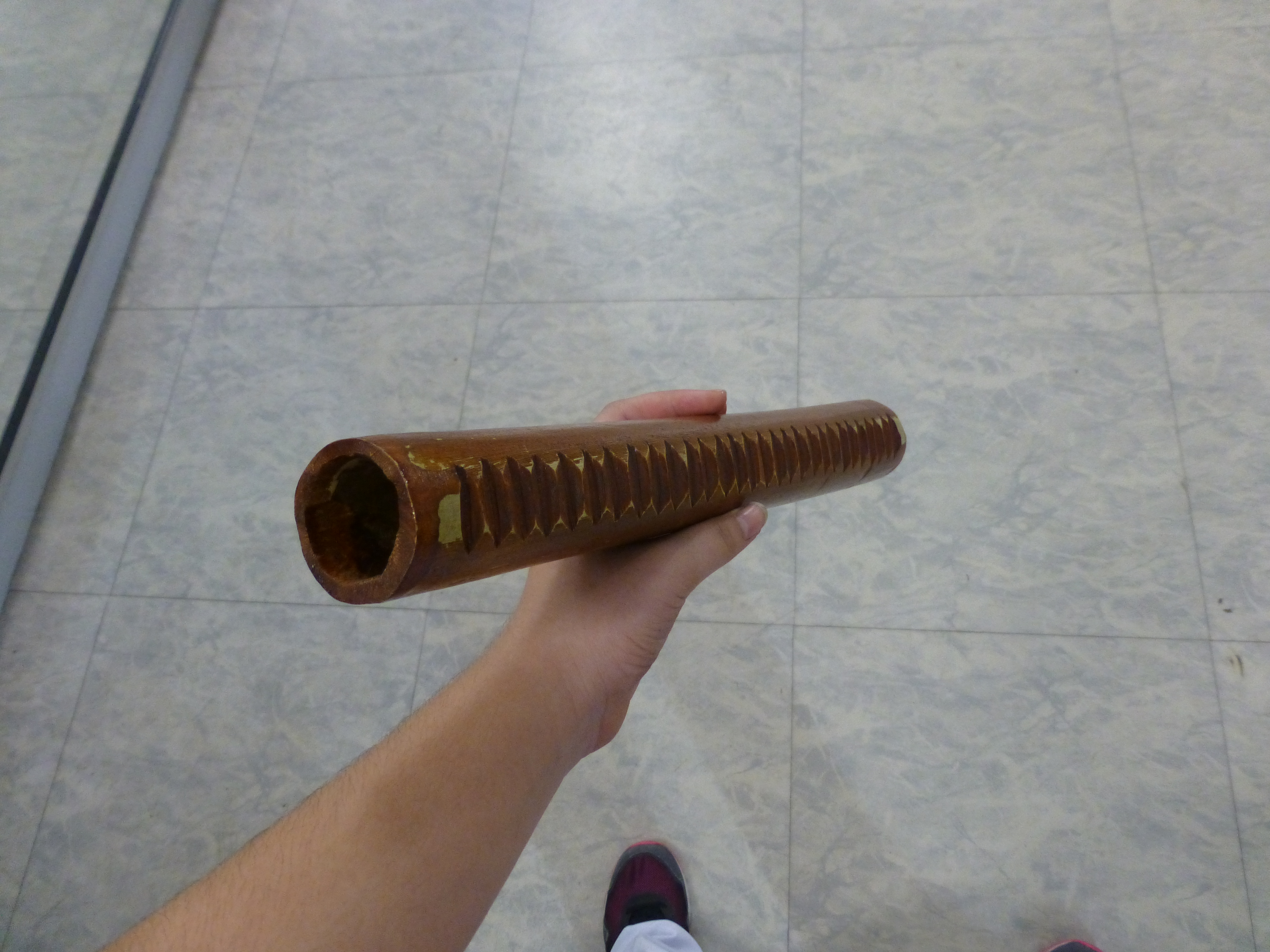
Reco-reco
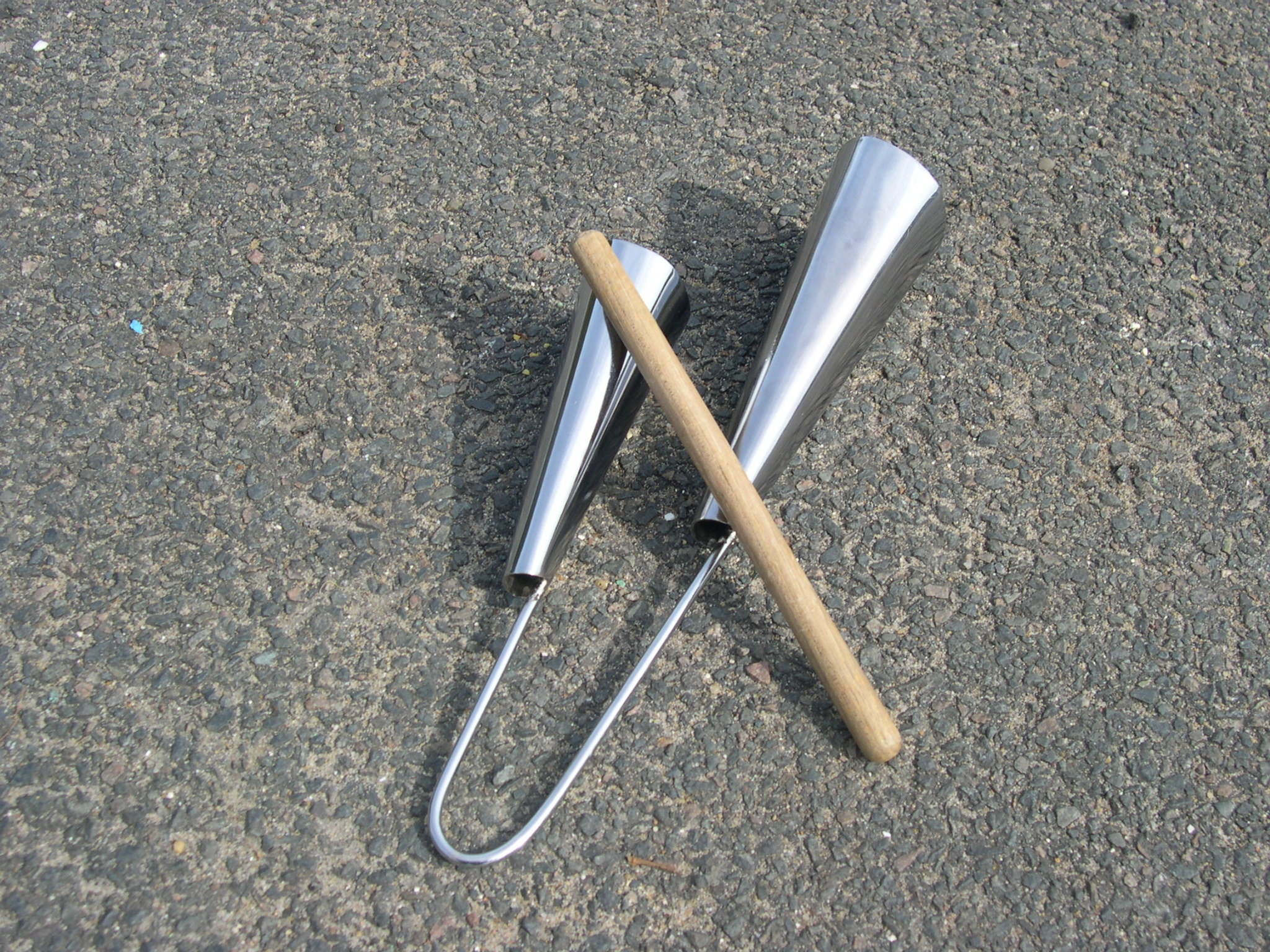
Agogô
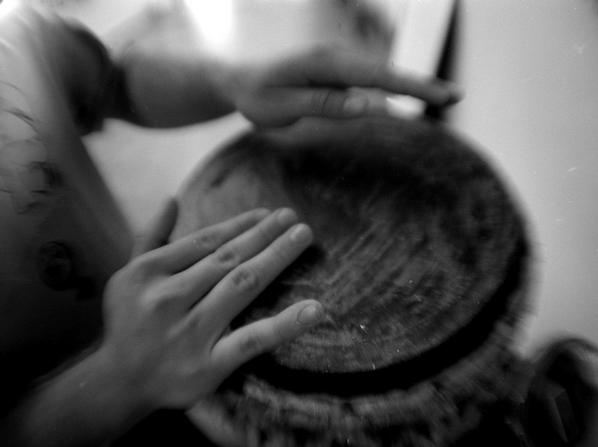
Atabaque

## Danzas hermanadas
Asociadas a la capoeira existen dos danzas: la samba y el maculelé:
- Samba, al igual que la capoeira, es un baile Afro-Brasileño. Se baila en un uno contra uno. En este caso va por turnos, se suelen demostrar las habilidades de cada uno bailando con personas de diferente sexo, la persona que mejor lo hace se queda en el centro y escoge un nuevo bailarín, y así, hasta que termina la música.

- Maculelé es una danza que se realiza con un palo en cada mano. A través de un ritmo y canciones, los jugadores baten sus palos al son de la música, creando un baile bonito y atractivo, mientras que en el centro hay dos personas bailando al mismo ritmo, pero con machetes en vez de palos.[9] Cuando se hace el baile de Maculelé también combinan movimientos diferentes de baile y de capoeira. Esto para demostrar la habilidad del jugador de mantener el ritmo con los palos al mismo tiempo que se hace una gira o patada en el aire. El ritmo del Maculelé es distinta a los otros ritmos de Capoeira.

## Promociones de capoeira
Las promociones de capoeira son conocidas como Comités, ya que, como empresas, estos contratan a luchadores a participar en peleas de la misma empresa. Generalmente, las mismas tienen campeonatos. Aquí la lista de algunas de las empresas de capoeira que existen hoy en día.

### América del Sur y Brasil
Federação Capoeira Fighters
 Circulo de Capoeira
 sul da bahía
 Associação Cultural Ginga Brasil Capoeira
 Associação Cultural Ginga Brasil Capoeira
 Cordao de Ouro
 Candeias
 Capoeira Brasil
 Heranca cultural 

### Norteamérica
Mayor League Capoeira
 Cordao de Ouro
 Street Fight canadienne
 Cordao de Ouro
 Cordao de Ouro
 Mundo Inteiro

### África
Federação Universal da Capoeira
 Federação Angolana de Capoeira
 Comitê independente
 Capoeira torneio em Togo
 Grupo independente de Capoeira

### Europa
Capoeira Liga Deutschland
 Tournoi français Capoeira
 Forever A Movement

### Oceanía
Australian Capoeira Championship

### Empresas desaparecidas del mundo
Algunas empresas aparecieron y se ganaron el cariño de la gente, pero por una u otra razón desaparecieron:
 Art Marcials: Capoeira
 M&MA
 Extreme Capoeira
 Rated Extreme Championship

## Apariciones en la cultura popular

### Anime
- El personaje L Lawliet de la serie de anime Death Note utiliza brevemente la capoeira, y aparece jogando y lanzando patadas de este arte en el segundo opening. El diseñador de personajes, Takeshi Obata, admitió que no conocía la capoeira cuando creó los movimientos de L, pero le gustó el concepto y la hizo oficial como su estilo de lucha.
- En la novela Another Note, basada en Death Note la exagente del FBI Naomi Misora utiliza una técnica de capoeira (aunque no es referida como tal) para defenderse.
- En Tsubasa Reservoir Chronicles, Seishiro Sakurazukamori enseña a Syaoran un estilo de pelea parecido al capoeira. Fai también utiliza un estilo similar al de este arte.
- Mugen, de Samurai Champloo, utiliza capoeira.
- En el manga Shijō Saikyō no Deshi Ken'ichi existe un equipo especializado en el capoeira que resulta ser bastante fuerte, pero es derrotado al final.
- En el anime Tenjō Tenge, Bob Makihara lucha con el estilo de capoeira.
- En el anime Black Lagoon, Fabiola Iglesias utiliza un estilo creado por ella misma a partir de la capoeira.
- En el manga Battle Angel Alita: Last Order, Kayna usa la capoeira.
- En el anime/manga The Knight in the Area, también llamado Area no Kishi, la jugadora de la selección femenina de fútbol de Japón, Mai Murasaki, emplea a menudo la ginga para mejorar su regate y estilo de juego.

### Videojuegos
- En la saga de videojuegos de Street Fighter III el personaje de Elena utiliza la capoeira. Otro personaje, Dee Jay, tiene influencias de este estilo, pero no lo practica, siendo su estilo real el kickboxing.
- En Def jam fight for new york Sean Paul, Lil' flip y Dang g utilizan el Capoeira. En la versión de PSP, el personaje creado puede aprender el capoeira si se combina dos veces las artes marciales y una vez el kickboxing
- En la franquicia Pokémon, Hitmontop es un Pokémon basado en un capoeirista.
- En la saga de videojuegos Tekken, Eddy Gordo, Christie Monteiro y Tiger Jackson usan la capoeira como su estilo de pelea.
- En el videojuego de 2005 Urban Reign, el personaje Chris Bowman tiene como estilo de lucha la capoeira.
- En Dead or Alive, Lisa practica la capoeira como ataque.
- En World of Warcraft, la raza de los trolls hacen capoeira con el comando/dance.
- En Real Bout Fatal Fury, el personaje Bob Wilson utiliza la capoeira.
- En el videojuego de baile Bust a Groove uno de los personajes a elegir es "Capoeira". Son un par de alienígenas cuyo estilo de baile es similar a la capoeira.
- En el juego King of Fighter XI, Momoko utiliza como estilo de pelea el Dragon Psychic Power y sobre todo la capoeira.
- En el juego King of Fighters Maximum Impact, el personaje Soireé Meira utiliza la capoeira como estilo de pelea.
- Un juego creado por Scott Stoddard utiliza capoeira como centro del juego, el más avanzado es Capoeira Fighters 3 World Tournament.
- En el videojuego Overwatch, el personaje Lucio (que es brasileño) tiene un gesto en el que hace un paso de capoeira. Además tiene una apariencia alternativa en la que lleva una ropa que recuerda a los primeros practicantes de capoeira

### Otros
- En la película Ocean's Twelve, el personaje de Francois Toulour (interpretado por Vincent Cassel) es un experto en capoeira. Esto fue una aportación del propio actor.
- En la serie Combo Niños la capoeira es el principal estilo de lucha, dando a conocer sus tradiciones y filosofía.
- En la lucha libre profesional, luchadores como John Morrison y Jack Evans han popularizado el uso de espectaculares patadas de capoeira. El brasileño Zumbi también aplica la capoeira en la empresa mexicana DTU.
- En las artes marciales mixtas, Anderson Silva y otros luchadores tienen entrenamiento en capoeira. Marcus "Lelo" Aurelio, Cairo Rocha, Anthony Pettis y Andre Gusmao son en la actualidad los principales en emplearla como su estilo de lucha, mientras que otros nombres como Dokonjonosuke Mishima la han usado en el pasado.
- En la película "Only Strong" (1992 Sheldon Lettich) interpretada por el artista marcial Mark Dacascos, - intentando repetir el éxito  que obtuvo con Jean Claude Van Damme y el KickBoxer,algunos años atrás - Hace de un profesor - antiguo marine - de "educación física", que utilizando su conocimiento en el Arte de la Capoeira; busca la "reinserción" de unos estudiantes marginados, para alejarlos de las calles y las pandillas (gangs) callejeras de los "suburbios" y los "ghettos". Muestra bastante bien, las características del estilo, su tradición musical  y sus técnicas.
- Wesley Snipes, utiliza técnicas de Capoeira a lo largo de su carrera cinematográfica como héroe de acción, principalmente en la película de (trilogía) Blade.